# Tito Quincio Cincinato Peno
Tito Quincio Cincinato Peno  fue un político y militar romano del siglo V a. C. perteneciente a la gens Quincia.

## Familia
Cincinato fue miembro de los Quincios Cincinatos, una de las antiguas familias patricias de la gens Quincia. Fue hijo del héroe semilegendario Cincinato y de Racilia, y hermano de los tribunos consulares Lucio Quincio Cincinato y Quinto Quincio Cincinato. Estuvo casado con Postumia, hija del dictador Aulo Postumio Tuberto, con la que fue padre de Tito Quincio Cincinato Capitolino.

## Carrera pública
Ocupó el consulado en dos ocasiones. Durante el primero, en el año 431 a. C., los volscos y los ecuos ocuparon y fortificaron el monte Álgido. Cincinato y su colega, Cneo Julio Mentón, estaban mal avenidos, lo que causó preocupación en los miembros del Senado que habían acordado nombrar un dictador para afrontar la guerra. Los dos cónsules no aceptaron esta resolución que, sin embargo, fue apoyada por los tribunos de la plebe incitados por Quinto Servilio Prisco Fidenas. Finalmente, Cincinato nombró dictador a su suegro Aulo Postumio Tuberto quien se encargó de las operaciones en el Álgido. Cincinato recibió el mando de la mitad del ejército, que acampó en la dirección de Lanuvium y fue atacado de noche por ecuos y volscos, lo que dio comienzo a la batalla. A pesar de haber perdido un brazo durante la batalla, Tuberto dejó a Cincinato el encargo de licenciar el ejército cuando regresó en triunfo a Roma tras la victoria. A su propio regreso y para su disgusto, Cincinato se encontró con que su colega había consagrado el templo de Apolo sin mediar sorteo y de nada sirvieron sus protestas ante el Senado.
Siendo cónsul por segunda vez, en el año 428 a. C., los veyentes incursionaron en territorio romano y siguió una sequía que hizo bajar el caudal de los ríos. Dos años después fue elegido tribuno consular. Encargado junto con sus colegas de la guerra contra Veyes, sus órdenes contradictorias beneficiaron a los veyentes que atacaron uno de los campamentos romanos y pusieron a estos soldados en fuga. Cuando estas noticias se supieron en Roma, Aulo Cornelio Coso, que se había quedado a cargo de la ciudad, nombró dictador a Mamerco Emilio Mamercino para que se encargara de las operaciones militares.
Fue llevado a juicio con Marco Postumio Albino Regilense por la mala gestión de la guerra contra Veyes, pero cargó las culpas sobre su excolega y apeló a sus antepasados, por lo que fue finalmente absuelto.
En el año 420 a. C. ocupó el tribunado consular su hermano Lucio, aunque según los Fasti Capitolini fue Tito quien formó parte del colegio.